# Ashcroft, New South Wales
Ashcroft este o suburbie în Sydney, Australia.